# لاري سميث (مهندس)
لاري سميث (بالإنجليزية: Larry Smith) هو مهندس أمريكي، ولد في 2 يونيو 1942 في لينوير في الولايات المتحدة، وتوفي في 12 أغسطس 1973 في لنكن في الولايات المتحدة.